# 336 Lacadiera
336 Lacadiera è un asteroide della fascia principale del diametro medio di circa 69,31 km. Scoperto nel 1892, presenta un'orbita caratterizzata da un semiasse maggiore pari a 2,2515516 UA e da un'eccentricità di 0,0949297, inclinata di 5,64694° rispetto all'eclittica.
Il suo nome è dedicato alla cittadina francese di La Cadière-d'Azur, nel dipartimento del Var.